# Destination finale
Série Destination finale
Destination finale 2
(2003)
Pour plus de détails, voir Fiche technique et Distribution.
Destination finale, ou Destination ultime au Québec (Final Destination), est un film d'horreur américain réalisé par James Wong, sorti en 2000.
Le scénario a été écrit par James Wong lui-même avec l'aide de Jeffrey Reddick, et Glen Morgan, basé sur une histoire de Reddick. Il met en scène les acteurs Devon Sawa, Ali Larter, Kerr Smith, Seann William Scott, Kristen Cloke, Amanda Detmer, Chad E. Donella et Tony Todd entre autres. L'histoire suit les aventures horrifiques d'un jeune étudiant en partance pour Paris avec sa classe qui a une vision du crash de son avion lors du décollage. Il sauve ses amis d'une mort certaine en les faisant débarquer de l'avion alors que celui-ci explose. Alors qu'ils viennent d'échapper à leur destin, la Mort elle-même va décider de reprendre ce qui lui était dû.
L'histoire de la production du film démarre lorsque Reddick écrit un scénario pour un épisode de X-Files dans le but d'obtenir un agent au sein de la télévision. Le scénario ne sera jamais présenté pour la série puisqu'un ami du scénariste faisant partie de la New Line Cinema le persuadera de transformer le scénario en un film entier. Plus tard, Wong et Glen Morgan, ses deux partenaires sur X-Files deviennent intéressés par le script et acceptent volontiers de réécrire et de diriger le film ce qui devient le premier film réalisé par Wong,,,. Le tournage a lieu à New York et Vancouver avec quelques scènes additionnelles tournées à Toronto et San Francisco. Le film sort le 17 mars 2000 aux États-Unis et devient très vite un petit succès empochant 10 millions de dollars directement lors de son premier week-end. Le DVD du film contient alors des commentaires, des scènes coupées et des documentaires,,.
À sa sortie, le film reçoit des avis mitigés de la part de la critique, les mauvaises critiquant le film de « dramatiquement plat » visant « des foules d'adolescents en rencards » tandis que les critiques positives apprécient énormément « la quantité respectable de suspens » que livre le film ainsi que ses tons « espiègle et énergique qui arrivent à capter et garder l'attention du public »,. Il reçoit le Saturn Award du meilleur film d'horreur ainsi que le Saturn Award du meilleur jeune acteur pour Devon Sawa et sa performance.
Le succès de ce thriller donne naissance à cinq suites sorties entre 2003 et 2025 ainsi qu'à une série de romans mais aussi des comics.

## Synopsis
Alex Browning, lycéen américain de 17 ans, embarque dans un Boeing 747 avec ses camarades de classe pour leur voyage à Paris. Avant le décollage, il fait un cauchemar dans lequel il voit l'avion exploser en plein vol, tuant tous ses passagers. Alex se réveille et comprend qu'il vient d'avoir une vision prémonitoire. Lorsque les événements de sa vision commencent à se produire dans la réalité, il décide d'alerter l'équipage et d'inciter les passagers à quitter l'appareil mais une bagarre éclate entre Alex et son rival, Carter Horton. En conséquence, Alex, Carter, Tod Waggner, le meilleur ami d'Alex, Terry Chaney, la petite amie de Carter, l'enseignante Valerie Lewton, et les étudiants Billy Hitchcock et Claire Rivers sont expulsés de l'appareil. Aucun des passagers, à l'exception de Claire, ne croit Alex au sujet de sa vision jusqu'à ce que l'avion explose au décollage, tuant tous les passagers à bord. Par la suite, le groupe est interrogé par deux agents du FBI, qui croient qu'Alex a quelque chose à voir avec l'explosion. En effet ce qu'il a pensé s'est réellement passé ce qui explique son état.
Trente-neuf jours plus tard, les survivants assistent à un service commémoratif pour les victimes. Cette nuit-là, une réaction en chaîne provoque l'étranglement de Tod dans sa salle de bains. Sa mort est considérée comme un suicide, cependant Alex n'y croit pas. Pour voir le corps de Tod, Claire et lui se faufilent dans la maison funéraire, où ils rencontrent l'entrepreneur de pompes funèbres William Bludworth. Celui-ci leur explique qu'ils ont déjoué la Mort et qu'elle prend maintenant la vie de ceux qui devaient mourir dans l'avion.
Le lendemain, dans un café, Alex et Claire discutent de ce que Bludworth a dit. Bien que Claire soit sceptique, Alex croit qu'ils peuvent tromper la Mort à nouveau en cherchant des présages. Ils rencontrent le reste des survivants et, lorsque Carter provoque Alex, Terry s'emporte de colère et est heurtée par un autobus qui roule à toute vitesse.
Après avoir regardé un reportage sur la cause de l'explosion, Alex se rend compte que les survivants meurent dans l'ordre dans lequel ils devaient mourir dans l'avion. Il en déduit que Mme Lewton est la prochaine et se précipite chez elle pour la prévenir. Mme Lewton appelle les agents du FBI, qui amènent Alex pour l'interroger. Bien qu'Alex soit incapable de convaincre les agents de ce qui se passe, ils décident de le laisser partir. Néanmoins, il est trop tard pour sauver Mme Lewton, dont la maison explose après qu'elle a été empalée par un couteau de cuisine.
Les autres survivants se réunissent. Carter apprend alors qu'il est le prochain sur la liste de la Mort. Frustré de ne pas avoir le contrôle de sa vie, Carter arrête sa voiture sur les voies ferrées, voulant mourir selon ses propres conditions. Il change d'avis à la dernière minute mais ne peut pas sortir quand sa ceinture de sécurité se bloque. Alex parvient à sauver Carter juste avant que la voiture ne soit écrasée par un train qui arrive, et Billy est décapité par des éclats.
Alex en déduit que, parce qu'il est intervenu, la Mort a sauté Carter pour passer à Billy, et il se rend vite compte qu'il est le prochain sur la liste. Alors qu'Alex essaye de se protéger, il se rend compte que contrairement à sa vision, il n'a pas changé de places avec deux filles ce qui signifie que Claire est en fait la prochaine, il se précipite alors pour la sauver tout en étant poursuivi par les agents du FBI. Pendant ce temps, Claire est coincée à l'intérieur de sa voiture avec un réservoir d'essence qui fuit, entourée de câbles électriques. Alex arrive chez elle juste à temps et lui permet de s'échapper de la voiture juste avant qu'elle n'explose.
Six mois plus tard, Alex, Claire et Carter se rendent à Paris pour célébrer leur survie. En discutant de leur épreuve, Alex se rend compte que la Mort n'a jamais passé son tour. Après avoir vu des présages, il quitte la table, et un bus le percute presque mais fait une embardée et s'écrase sur une grande enseigne au néon qui se balance vers Alex. Carter pousse Alex à la dernière seconde. Quand Carter demande qui est le prochain sur la liste, l'enseigne redescend vers lui, et alors que l'écran devient noir pour le générique de fin, on entend un bruit fracassant.

## Fiche technique
Sauf indication contraire, les informations mentionnées dans cette section peuvent être confirmées par la base de données cinématographiques IMDb,  présente dans la section « Liens externes ».
- Titre original : Final Destination
- Titre français : Destination finale
- Titre québécois : Destination ultime
- Réalisation : James Wong
- Scénario : Glen Morgan, James Wong et Jeffrey Reddick, d'après une histoire de Jeffrey Reddick
- Musique : Shirley Walker et Adam Hamilton
- Direction artistique : William Heslup
- Décors : John Willett
- Costumes : Jori Woodman
- Photographie : Robert McLachlan
- Son : Brad Sherman, Melissa Sherwood Hofmann
- Montage : James Coblentz
- Production : Glen Morgan, Craig Perry et Warren Zide

Coproduction : Art Schaefer
Production déléguée : Richard Brener et Brian Witten
Production associée : Chris Bender
- Sociétés de production[11] : Zide/Perry Productions et Hard Eight Pictures, avec la participation de New Line Cinema
- Sociétés de distribution[11] : 
  - États-Unis : New Line Distribution, Inc.
  - Québec : Alliance Atlantis Vivafilm
  - France : Metropolitan Filmexport
- Budget : 23 millions de $[12]
- Langues originales : anglais, français
- Pays de production :  États-Unis
- Format[13] : couleur (DeLuxe) - 35 mm - 1,85:1 (Panavision) - son DTS | Dolby Digital | SDDS
- Genres : Épouvante-horreur, thriller, fantastique, gore
- Durée : 98 minutes
- Dates de sortie[14] :
  - États-Unis, Québec[15] : 17 mars 2000
  - France, Belgique : 12 juillet 2000
  - Suisse romande[16] : 19 juillet 2000
- Classification[17] :
  - États-Unis : Interdit aux moins de 17 ans (R – Restricted)[Note 1].
  - France : Interdit aux moins de 12 ans (visa d'exploitation no 100084 délivré le 18 août 2000)[18].

## Distribution
- Devon Sawa (VF : Alexandre Gillet ; VQ : Hugolin Chevrette-Landesque) : Alex Browning
- Ali Larter (VF : Sylvie Jacob ; VQ : Lisette Dufour) : Claire Rivers (Clear Rivers en VO)
- Kerr Smith (VF : Thierry Ragueneau ; VQ : Antoine Durand) : Carter Horton
- Seann William Scott (VF : Adrien Antoine ; VQ : Patrice Dubois) : Billy Hitchcock
- Kristen Cloke (VF : Anne Plumet ; VQ : Élise Bertrand) : Valerie Lewton
- Amanda Detmer (VF : Marie-Eugénie Maréchal ; VQ : Julie La Rochelle) : Terry Chaney
- Chad E. Donella (VF Christophe Lemoine ; VQ : Joël Legendre) : Tod Waggner
- Tony Todd (VF : Thierry Desroses ; VQ : Jean-Luc Montminy) : William Bludworth
- Daniel Roebuck (VF Jean-François Aupied ; VQ : Benoît Rousseau) : l'agent Weine
- Roger Guenveur Smith : l'agent Schreck
- Forbes Angus : Larry Murnau
- Brendan Fehr (VF : Donald Reignoux ; VQ : Olivier Visentin) : George Waggner
- Lisa Marie Caruk : Christa Marsh
- Christine Chatelain : Blake Dreyer
- Barbara Tyson : Barbara Browning
- Robert Wisden : Ken Browning
- P. Lynn Johnson : Mme Waggner
- Larry Gilman : M. Waggner
- Guy Fauchon : Hare Krishna
- Randy Stone (en) : un steward
- Mark Holden (en) : le copilote
- Fred Keating (en) : Howard Seigel

## Production

### Casting
Alex Browning et Claire Rivers devaient initialement être incarnés par Tobey Maguire et Kirsten Dunst, le duo de la trilogie Spider-Man de Sam Raimi mais les acteurs Devon Sawa et Ali Larter ont été privilégiés pour les rôles.
Alex Browning, héros de Destination finale, n'est pas présent dans Destination finale 2 bien qu'il ne trouve pas la mort dans le premier. Ceci est dû au refus de l'acteur Devon Sawa de participer à la suite. Il est dit dans le second opus qu'Alex est mort entre les deux films, à la suite d'une chute de brique.
La chanteuse de R'n'B Brandy Norwood aurait dû faire partie de l'histoire mais elle avait dû refuser car elle était sur le tournage de sa série télé Moesha.
L'actrice Kristen Cloke, qui interprète Mlle Lewton dans le film est l'épouse du producteur exécutif du film, Glen Morgan.

## Accueil

### Box-office
| Pays ou région        | Box-office      | Date d'arrêt du box-office | Nombre de semaines |
| --------------------- | --------------- | -------------------------- | ------------------ |
| États-Unis Canada     | 53 331 147 $    | 13 août 2000               | 22                 |
| France                | 823 496 entrées | 13 septembre 2000          | 10                 |
| Total hors États-Unis | 59 549 147 $    | -                          | -                  |
| Total mondial         | 112 880 194 $   | -                          | -                  |

### Critique
Le film a obtenu globalement des critiques très mitigées. Il recueille 36 % de critiques positives, avec un score moyen de 4,9/10 et sur la base de 97 critiques collectées, sur le site Rotten Tomatoes. Sur Metacritic, il obtient un score de 36/100, sur la base de 28 critiques collectées.

## Distinctions
En 2001, Destination finale a été sélectionné 8 fois dans diverses catégories et a remporté 3 récompenses.

### Récompenses
- Académie des films de science-fiction, fantastique et d'horreur - Saturn Awards 2001 : 
  - Prix Saturn du Meilleur film d'horreur,
  - Prix Saturn du Meilleur jeune acteur décerné à Devon Sawa.
- Récompenses du jeune public d'Hollywood 2001 : 
  - Prix du jeune public d'Hollywood de la Meilleure révélation féminine décerné à Ali Larter.

### Nominations
- Association turque des critiques de cinéma (Turkish Film Critics Association (SIYAD) Awards) 2001 : Meilleur film étranger (19e place).
- Prix du divertissement à succès 2001 :
  - Meilleure actrice dans un film d’horreur (Internet uniquement) pour Ali Larter,
  - Meilleur acteur dans un film d’horreur (Internet uniquement) pour Devon Sawa.
- Prix Fangoria Chainsaw 2001 : Meilleur film à large diffusion.
- Société canadienne des cinéastes (Canadian Society of Cinematographers Awards) 2001 : Meilleure photographie d’un long métrage pour Robert McLachlan.

## Anecdotes
- Il existe une version alternative du film dans laquelle Alex et Claire s'embrassent et passent la nuit ensemble sur la plage. Plus tard, lorsque Claire est enfermée dans sa voiture et se retrouve en proie aux câbles électriques, Alex intervient et la sauve mais meurt électrocuté par l'un des câbles. Claire découvre par la suite qu'elle est enceinte d'Alex et donne naissance à un garçon. La scène d'épilogue du film montre alors Claire et son bébé (qu'elle a également prénommé « Alex ») en compagnie de Carter devant le mémorial du lycée. Les critiques ayant néanmoins trouvé la fin trop optimiste pour un film d'horreur et n'ayant pas apprécié que Carter survive, elle a dû être changée pour donner un sens à la suite[24].
- Les images du journal télévisé que regarde Alex après l'accident sont des archives du TWA 800 de East Moriches (Long Island, New York) qui a lui aussi pris feu avant de s'écraser le 17 juillet 1996[25].
- Le film devait initialement s'intituler Vol 180 (Flight 180 en V.O.) avant que la production décide de le changer afin que le film ne soit pas préjugé « film d'avion »[26].
- Dans la dernière scène du film, l'enseigne qui fait la dernière victime est celle du café Miro81. On y retrouve le nombre 180 par effet miroir ; d'ailleurs, ce chiffre revient sans cesse dans la pentalogie Destination finale[27].
- De nombreux personnages sont dotés de patronymes faisant référence à des cinéastes ou acteurs s'étant illustrés dans le domaine de l'épouvante et de l'horreur : Tod Browning, Alfred Hitchcock[28], Val Lewton, Lon Chaney, Friedrich Wilhelm Murnau, Max Schreck et Carl Theodor Dreyer[29].

## Bande originale
- Rocky Mountain High de John Denver, mort dans un accident d'avion. Le thème est également repris indirectement dans la suite.
- Hundred Grand de Pete Atherton
- Into the Void de Nine Inch Nails
- All The Candles in The World de Jane Siberry
- And When I Die de Joe 90 (en)
- Rocky Mountain High de Alessandro Juliani